# Mim pitblanc
El mim pitblanc (Ramphocinclus brachyurus) és un ocell de la família dels mímids (Mimidae) i única espècie del gènere Ramphocinclus Lafresnaye, 1843.

## Hàbitat i distribució
Viu en zones àrides boscoses a les Antilles Menors, a les illes de Martinica i Saint Lucia